# Jamie T
Jamie Alexander Treays (nacido el 8 de enero de 1986), conocido por el nombre de Jamie T, es un cantautor inglés de Wimbledon, Londres. Jamie T está actualmente trabajando con la discografía Virgin Records pero ha sacado su canción Betty and the Selfis Sons EP en Pacemaker Records. Su banda se respalda con el nombre The Pacemakers y recientemente ha ido anunciando, y sacando material con el nombre "Jamie T y Los Marcapasos".
En 2014, Jamie realizó su primer álbum tardando en torno a cinco años, titulado Carry on the Grudge. Desde entonces ha liberado el EP Magnolia Melancholia mientras en septiembre de 2016 salió a la venta el álbum Trick.

## Educación y niñez
Jamie Alexander Treays nació en Wimbledon, Londres.
Treays acudió a Hall School Wimbledon, Reed's School y Richmond upon Thames College.
Cuándo era más joven, Treays sufrió ataques de pánico, por ello el nombre de su primer álbum.

## Carrera
Zane Lowe hizo de "Salvador" su sencillo de la semana y de "Back in the Game" su álbum con mayor record del mundo. En el show de John Tweddle, "Back in the Game", apareció como su "Pet Sound" y su sencillo "Sheila" fue el récord de la semana de Jo Whiley. "Sheila" también fue reproducida por la BBC Radio 1, recibiendo así más tiempo de emisión en todos los shows. Las canciones de Jamie recibieron mucha difusión en XFM a lo largo de 2006, especialmente "Sheila" y "If You Got the Money".
"Sheila" fue lanzado el 29 de julio de 2006. Se hicieron dos videos para la canción; el primer video en 2006 consistió en monos que viven en una casa y cortos clips de Jamie cantando, mientras que el segundo video en 2007 presenta al difunto actor Bob Hoskins caminando a lo largo del río Támesis sintonizando las letras. El 16 de octubre de 2006, Jamie lanzó su himno, "If You Got the Money", que alcanzó el número 13 en las listas de éxitos. Su siguiente sencillo "Calm Down Dearest" fue lanzado en el Reino Unido el 15 de enero de 2007 y alcanzó el número 9, su primer éxito entre los 10 primeros.

### Panic Prevention(2007)

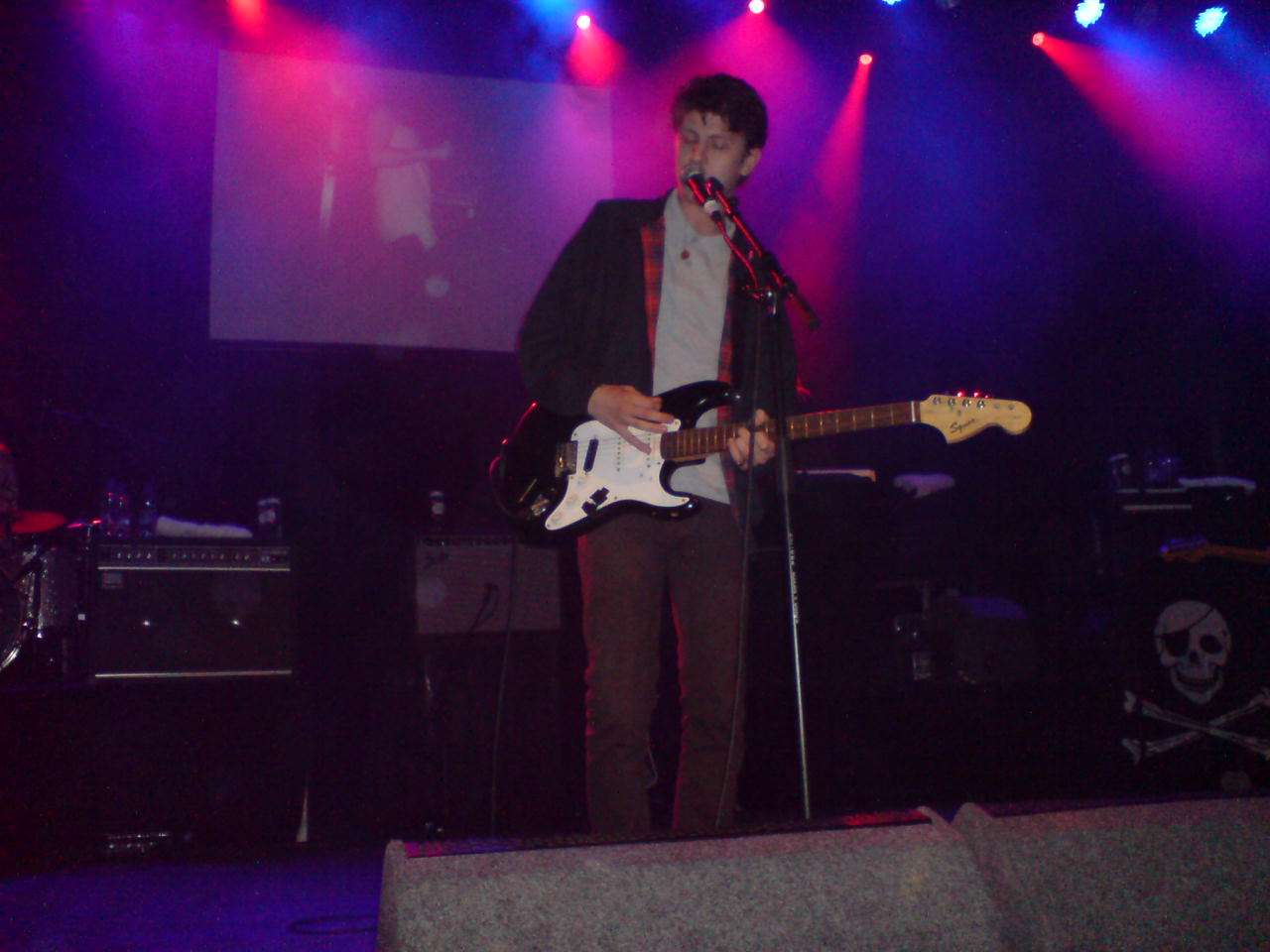
Jamie T en vivo en ABC Glasgow en 2007

Su álbum, Panic Prevention, fue lanzado el 29 de enero de 2007. Lily Allen proporcionó coros en la canción "Rawhide", el lado B, para el relanzamiento de "Sheila", el 7 de mayo de 2007.
Actuó en el Main Stage el 19 de mayo de 2007 en Preston para Big Weekend de Radio 1. También actuó en Glastonbury 2007, Benicassim 2007, Oxegen 2007 (8 de julio), donde actuó en la sala verde, y Carling Weekend Leeds 2007. Jugó el 2008 V Festival en el JJB Champion ARENA
El mes de septiembre de 2007, Jamie T una gira por EE. UU., y el 25 de septiembre de 2007 hizo su debut en la televisión estadounidense en Last Call con Carson Daly interpretando "Sheila" y también haciendo un EP iTunes Session.

### "Fire Fire" y "Sticks 'n' Stones" (2009)
El 12 de enero de 2009 apareció un video musical en el sitio web de Jamie para una nueva canción, "Fire Fire". La pista tiene elementos del sonido característico de Jamie, pero incorpora ritmos más rápidos, una estética punk y un sonido más abrasivo que los sencillos anteriores. Jamie T le ha dicho a NME que "Fire Fire" no se lanzará como sencillo ni será en el nuevo álbum, solo es un agradecimiento por la gran paciencia de los fanes ". Sin embargo, anunció una fecha para su nuevo sencillo, el EP de Sticks 'n' Stones, que se lanzó el 29 de junio.
El 21 de mayo de 2009 se lanzó el video oficial de su sencillo "Sticks 'n' Stones". En un correo electrónico recibido por los suscriptores de su sitio web, Jamie dijo: "Solo una pequeña nota para agradecer a todos los que apoyan a Sticks 'n' Stones. Acabamos de terminar de filmar un pequeño video para la canción el otro día, así que según acabemos la edición estará aquí para vuestro disfrute. Fue muy divertido de hacer y esperamos que os guste. Espero veros a todos pronto ... Gracias Jamie ". El video fue filmado casi por completo en el suburbio londinense de Wimbledon, su ciudad natal, y presenta escenas de él mismo y de otros, incluidos otros miembros de la banda.
El 29 de junio de 2009, Jamie lanzó "Sticks 'n' Stones", el primer sencillo de su segundo álbum Kings and Queens, como una obra extendida con otras tres canciones, "St. Christopher", "On the Green" y "The Dance of the Young Professionals". "Sticks 'n' Stones" alcanzó el número 15 en la lista de singles del Reino Unido. La canción también alcanzó el número 14 para las canciones de 2009 en el Triple J Hottest 100 anual, una de las cuentas regresivas más votadas del mundo.

### Chaka DemusEP (2009)
Luego, el 31 de agosto de 2009, lanzó otro EP, el "Chaka Demus EP", que incluye el segundo sencillo tomado de Kings & Queens, también llamado "Chaka Demus". Esto también presenta otras tres canciones; "Forget Me Not (The Love I Knew Before I Grew)", "Planning Spontaneity" y "When They Are Gone (For Tim)".

### King and Queens'(2009)
Una semana después, el 7 de septiembre, se lanzó el segundo álbum Kings and Queens. Este presenta 11 pistas (además de la canción adicional "The Curious Sound" con Ben Bones, cuando se descargan de iTunes). Jamie ha dicho que su canción favorita en este álbum es "Emily's Heart" porque le recuerda a Emily Evans, (una exnovia). Hablando de Kings & Queens, Jamie dijo: "No hice mi segundo álbum, sino que hice mi tercero".
King & Reinas alcanzó el n. ° 2 en la lista de álbumes del Reino Unido. Después de su lanzamiento Zane Lowe, en su programa BBC Radio 1, declaró a Kings & Queens su álbum favorito de 2009, describiendo el álbum como "un brillante, conmovedor, increíble récord de observación" e "impecable".
El 25 de septiembre de 2009, Jamie canceló su gira por Australia, debido a una laringitis. Seis días después, pospuso los primeros seis shows de su gira por el Reino Unido. Una semana más tarde, sin embargo, Jamie canceló todas las giras del Reino Unido y Europa. Una declaración en su sitio web informa que todos los shows programados para Australia, el Reino Unido y Europa fueron cancelados y desde entonces, las tres giras fueron reprogramadas.

### The Man's Machine(2009)
El 26 de octubre, Jamie anunció que lanzaría un tercer EP del álbum, The Man's Machine. El EP de cuatro pistas consistirá en "The Man's Machine", "Jenny Can Rely on Me", "Man Not a Monster" y "Believing in Things That Can't Be Done". The Man's Machine EP fue lanzado en CD y en vinilo el 23 de noviembre de 2009
Una versión regrabada de "Emily's Heart" se estrenó como el disco más popular de Zane Lowe en el mundo el 19 de enero de 2010, y se confirmó como el siguiente sencillo, con una versión de "Atlantic City" de Bruce Springsteen como el lado B. Fue lanzado el 15 de marzo.

El 24 de junio de 2010, Jamie T presentó material del álbum Kings & Queens en Engine Shed en Lincoln como un precalentamiento de su gira. Un día después actuó en la 02 Academy en Liverpool. Luego encabezó la etapa de John Peel en el Festival de Glastonbury el 26 de junio de 2010.

### Carry on the Grude and Magnolia MelancholiaEP (2014-15)
Jamie T tocó sus primeros conciertos durante cuatro años en julio de 2014, tres pequeños conciertos en Glasgow, Liverpool y Portsmouth. Por la misma época, un nuevo sencillo, "Do not You Find", hizo su debut en BBC Radio 1, elegido por Zane Lowe como su "Disco más bueno del mundo". En septiembre de 2014, se lanzó su tercer álbum titulado Carry on the Grudge.

En abril de 2015, Jamie T lanzó el EP Magnolia Melancholia, que presenta la canción del álbum 'Do not You Find' y cinco nuevos temas. Actuó en el Festival de Glastonbury el 28 de junio en el "Other Stage", inmediatamente antes de Chemical Brothers. Apoyó a Blur en su corta gira por Australia en julio de 2015, con fechas en Sídney, Melbourne y Perth, además de tocar en Splendor in the Grass el 26 de julio. También tocó en otros festivales como T in the Park  y Melt! Festival antes de finalizar la gira Carry on the Grudge en Reading y Leeds Festivals el 30 de agosto

### Trick(2016)
En julio de 2016, se anunció que el nuevo álbum Trick estaba programado para el 2 de septiembre. El álbum de 12 pistas fue grabado en Londres y Detroit y precedido por el sencillo "Tinfoil Boy". Una gira por el Reino Unido en septiembre y octubre está programada para seguir el lanzamiento, incluidas tres fechas en la Academia Brixton.
The Theory of Whatever (2022)
Lanzado el 22 de julio de 2022. Previamente se pudieron escuchar los singles "The Old Style Raiders", "St. George Wharf Tower" y "Between The Rocks".

## Premios
Treays venció a Jarvis Cocker y Thom Yorke para ganar el Best Solo Artist en los Premios Shockwave NME de 2007.
El 17 de julio de 2007, el álbum debut de Jamie T, Panic Prevention, fue preseleccionado como uno de los 12 nominados para el Premio Mercury. Panic Prevention también ha recibido frecuentes comprobaciones de nombre en las listas de "mejores álbumes de la década", que incluyen: N.º 13 de 50 en Observer Music Monthly y N.º 53 de 100 en NME.
Jamie T ganó el premio de Best Solo Artist en los Premios NME 2007 y 2010. En 2015 recibió tres elogios adicionales de NME, Best Song for Zombie fue uno.

## Habilidad artística

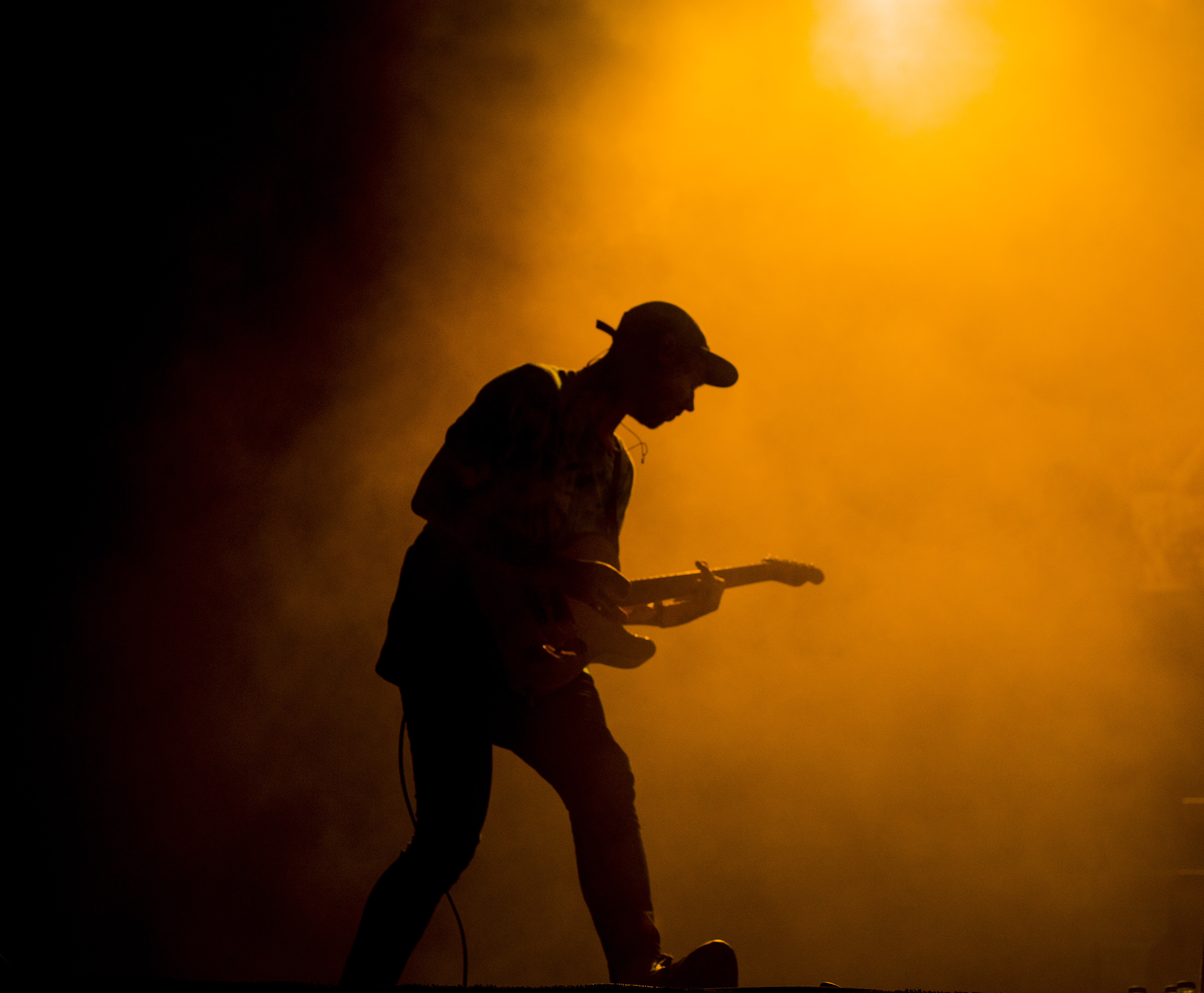
Jamie T en Benicàssim en 2015

### Estilo musical
Ha sido apodado "los Arctic Monkeys en un solo hombre". La revista Canvas lo describió como "como el hijo adoptivo bastardo de Billy Bragg y Mike Skinner haciendo su mejor impresión de Joe Strummer".

## Discografía
- Panic Prevention (2007)
- King & Queens (2009)
- Carry on the Grudge (2014)
- Trick (2016)
- The Theory of Whatever (2022)